# Elektronički račun
Elektronički račun je račun koji je izdan, poslan i zaprimljen u strukturiranu elektroničku obliku (XML-u) koji omogućuje njegovu automatsku i elektroničku obradu.
Pobornici digitalizacije navode kako se uvođenjem elektroničkog fakturiranja u poslovanje ubrzavaju i automatiziraju poslovni procesi, smanjuju troškovi poslovanja, i time omogućuje stvaranje veće dodane vrijednosti u poslovanju.

## E-računi u Hrvatskoj
U listopadu 2007. godine Ministarstvo gospodarstva, rada i poduzetništva objavilo je dokument Strategija razvitka elektroničkog poslovanja Republike Hrvatske za razdoblje 2007. – 2010. godine u koji je uvršten i e-račun kao projekt od velike važnosti za gospodarstvo. Dana 4. lipnja 2007. godine u sklopu konferencije „Kako e?”, koji se održao u Muzeju Mimara, uživo je stvoren prvi e-račun, koji je i tada bio temeljen na UBL-ovu standardu, potpisan je elektroničkim potpisom i poslan korisniku. Prvi e-račun ispitan je na danskoj verifikacijskoj platformi kako bi se potvrdila njegova ispravnost i usklađenost sa standardom.
Tada je osnovan Poslovni i tehnički odbor za e-račun koji je radio u skladu s praksama sjevernoeuropskih država. Ipak, tadašnje zakonodavstvo, točnije čl. 80. Pravilnika o porezu na dodanu vrijednost (PDV), navodilo je da se računi poslani telekomunikacijskim uređajem se ne smatraju računom u smislu Zakona o PDV-u. Nakon ulaska Hrvatske u Europsku uniju 2013. godine zakonodavstvo se usklađuje s pravnom stečevinom EU-a i raspisuju se svi uvjeti za e-račun, odnosno preporučene metode te pravila i ograničenja dokazivanja pravne prihvatljivosti e-računa.[nedostaje izvor]
U to vrijeme, Hrvatska uz Finu dobiva i prvoga privatnog informacijskog posrednika, tvrtku Elektronički računi d.o.o., koji također radi na promociji elektronički razmjene računa u gospodarstvu.

## Europska norma
Europski višedionički forum za e-račun, savjetodavno tijelo Europske komisije, donijelo je preporuku za donošenje norme koja će uključivati semantički model podataka elektroničkog računa te formate zapisa/razmjene podataka. Temeljem te preporuke, 2014. godine donesena je Direktiva 2014/55/EU Europskog Parlamenta i Vijeća od 16. travnja 2014. o elektroničkoj razmjeni računa u javnoj nabavi. Direktiva je osigurala pravni okvir za donošenje Europske norme, a daljnji posao definiranja norme je povjeren Europskom odboru za normizaciju (CEN). 
Kao standardizacijsko tijelo, CEN je uključio takozvane zrcalne odbore u zemljama članicama koji su se bavili donošenjem pojedinih dijelova Europske norme i koordinacijom cjelokupnog projekta. U Hrvatskoj je to bio Hrvatski zavod za norme koji je također radio na usuglašavanju i davanju primjedbi na elemente norme te u konačnici na definiranju semantičkog modela podataka osnovnih elemenata elektroničkog računa. Usporedno sa donošenjem norme semantičkog modela e-računa, određen je i popis sintaksi e-računa koje se ispitivalo za zadovoljenje uvjeta norme i semantičkog modela. Temeljem EU direktive 2014/55/EU odabran je popis sintaksi koji su u skladu s EN 16931-1 i obvezni za primjenu. Odabrani su UBL 2.1 i Cross Industry Invoice (CII) te je definirano i mapiranje semantičkog modela podataka u odabrane sintakse. Dodatno, radi interoperabilnosti s tržištem izrađeno je i mapiranje semantičkog modela u format EDIFACT, ali bez obveze primjene.

## Zakonodavstvo i standardi
Za proces razmjene elektroničkih računa u Republici Hrvatskoj primjenjuju se sljedeći pravni i tehnički akti Europske unije:
1. Direktiva Vijeća 2010/45/EU od 13. srpnja 2010. o izmjeni Direktive 2006/112/EZ o zajedničkom sustavu poreza na dodanu vrijednost u vezi s pravilima o izdavanju računa;[8]
2. Direktiva 2014/55/EU Europskog parlamenta i Vijeća od 16.travnja 2014. o elektroničkom računu u javnoj nabavi;[9]
3. Europska norma, oznaka: HRN EN 16931-1:2017.[10]

## Obveza izdavanja u Hrvatskoj
Zakon o elektroničkom izdavanju računa u javnoj nabavi stupio je na snagu 1. prosinca 2018. godine, a s njim i obveza izdavanja e-računa za javne i sektorske naručitelje kao obveznike javne nabave, u okviru i sukladno odredbama Zakona o javnoj nabavi.
Zakonu je prethodila Direktiva 2014/55/EU Europskog Parlamenta i Vijeća od 16. travnja 2014. o elektroničkom izdavanju računa u javnoj nabavi, koja je s navedenim datumom unesena u pravni poredak. Zakonodavno tijelo, Ministarstvo gospodarstva i održivog razvoja, primjenu zakonskih odredbi podijelilo je u dva dijela pa su od 1. prosinca 2018. godine javni i sektorski nisu smjeli odbiti strukturirani elektronički račun sukladan europskoj normi za e-račun, odnosno naručitelji nisu smjeli prihvatiti papirnati račun za primljene usluge i robu.
Druga faza je bila 1. srpnja 2019. godina od kada je Zakon u punoj primjeni te su javni i sektorski naručitelji, odnosno obveznici Zakona o javnoj nabavi, obavezni i slati elektroničke račune. Razdoblje prilagodbe od prosinca 2018. do srpnja 2019. godine služilo je kako bi se informacijski posrednici, proizvođači računovodstvenih softwarea i poduzetnici koji posluju s javnim naručiteljima, prilagodili za slanje e-računa sukladno zakonskim propisima. 

## Pružatelji usluge

### Posrednici za javne naručitelje
Centralna platforma, čiji je djelokrug definiran posebnim zakonom, Financijska je agencija koja, sukladno članku 3., stavku 3. Zakona o elektroničkom izdavanju računu u javnoj nabavi, obavlja elektroničku razmjenu računa između izdavatelja e-računa i javnih naručitelja, u skladu s europskom normom.
Na centralnu platformu su se, sukladno zakonskim odredbama, dužni povezati i ostali subjekti koji pružaju usluge informacijskog posredništva u okviru ovog zakona. Iznimke među javnim naručiteljima su jedinice lokalne i područne (regionalne) samouprave, kao i tijela koja su oni osnovali.   
To se, primjerice, odnosni na škole kojima je osnivač županija ili grad, odnosno na neka druga tijela javnog prava kojima u iznosu većem od 50 % upravlja ili ih financira jedinica lokalne samouprave. Navedena tijela i njihovi osnivači JLS, usluge informacijskog posredništva primanja i slanja e-računa mogu povjeriti bilo kojem informacijskom posredniku registriranu na području Hrvatske ili druge države članice EU-a. 

### Posrednici za sektorske naručitelje
Sukladno članku 3., stavku 4. Zakona o elektroničkom izdavanju računa u javnoj nabavi, sektorski naručitelji posao informacijskog posredništva za e-račun mogu dodijeliti bilo kojem posredniku koji je povezan na centralnu platformu i usklađen s EU normom za e-račun.
Istog posrednika sektorski naručitelji mogu odabrati i za posao arhiviranja elektroničkih dokumenata s obzirom na to da je zakonskim propisima određeno da se dokument mora čuvati u izvornu obliku. Prilikom izbora informacijskog posrednika, sektorski naručitelji moraju utvrditi koji posrednik može ispuniti sve zakonske odredbe, prenijeti potrebni volumen dokumenata i pružiti siguran i kontroliran elektronički arhiv.  

### Posrednici za poslovne subjekte
Poslovni subjekti u Hrvatskoj mogu odabrati bilo kojeg pružatelja usluga za e-račune koji je registriran u Hrvatskoj ili na području druge države članice EU. Prilikom izbora informacijskog posrednika za zaprimanje i slanje e-računa u gospodarstvu primarno se ističu posrednici koji imaju dugu prisutnost na tržištu, volumen računa koje prenose prema javnim i sektorskim naručiteljima te između gospodarskih subjekata, kao i oni koji pružaju komplementarne usluge kojima se digitalizira cijeli poslovni proces.[nedostaje izvor]

## Ekonomske procjene
Europska unija je 2014. godine iznijela procjenu da će potpunim uvođenjem e-računa uštedjeti 423 milijarde eura, dok je u javnonabavnom procesu ušteda od uvođenja elektroničkog računa u EU procijenjena na 243 milijarde eura.